# NGC 7116
NGC 7116 est une galaxie spirale située dans la constellation du Cygne. Sa vitesse par rapport au fond diffus cosmologique est de 3 206 ± 23 km/s, ce qui correspond à une distance de Hubble de 47,3 ± 3,3 Mpc (∼154 millions d'al). NGC 7116 a été découverte par l'astronome allemand Albert Marth en 1863.
NGC 7116 présente une large raie HI. Selon la base de données Simbad, NGC 7116 est une candidate au titre de galaxie active.
À ce jour, trois mesures non basées sur le décalage vers le rouge (redshift) donnent une distance de 50,967 ± 1,955 Mpc (∼166 millions d'al), ce qui est à l'intérieur des valeurs de la distance de Hubble.

## Supernova
La supernova SN 2004by a été découverte dans NGC 7116 le 24 mai 2005 par l'astronome amateur britannique Mark Armstrong. Cette supernova était de type II et sa magnitude au moment de sa découverte était de 18,9.